# Aaron Nesmith

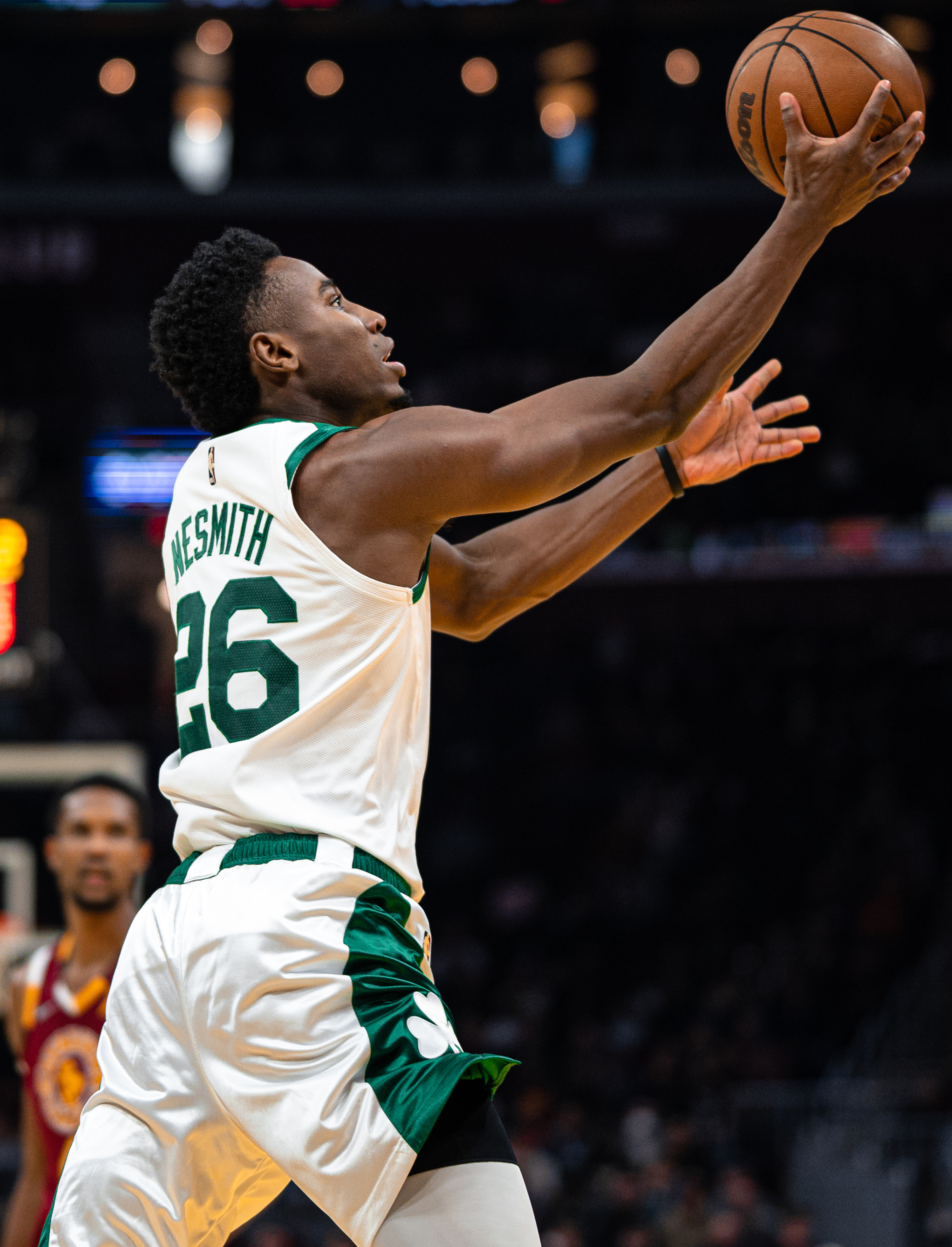
Aaron Nesmith, 2021.

Aaron Joshua Nesmith, född 16 oktober 1999 i Charleston i South Carolina, är en amerikansk professionell basketspelare (SG/SF) som spelar för Indiana Pacers i National Basketball Association (NBA). Han har tidigare spelat för Boston Celtics.
Nesmith draftades av Boston Celtics i första rundan i 2020 års draft som 14:e spelare totalt.
Innan han blev proffs studerade Nesmith på Vanderbilt University och spelade för deras idrottsförening Vanderbilt Commodores.